# 萨拉 (西班牙)
萨拉，是巴伦西亚自治区巴伦西亚省的一个市镇。总面积50平方公里，总人口392人（2001年），人口密度8人/平方公里。